# Undercover Slut
Undercover Slut é um banda francesa situada em Paris que surgiu no meio da década de 90. A banda apresenta um som totalmente Industrial,com uma forte influência Punk e antiautoritarismo, com letras que narram com sadismo e ironia o nazismo e todas as formas de poder e manipulação sobre a sociedade. Em muitas das músicas há trechos de vozes de discursos nazistas. As principais influências musicais da banda são o Death Wave, o Glam Rock, o Rock Industrial e o Rock Gótico.
Os próprios membros afirmam que a banda tem uma forte influência com as ideologias e filosofias niilistas, e antes de fazerem música, fazem arte e expressam sua opinião. A banda também possui uma sociedade secreta pela qual só os membros que fazem parte conhecem.[carece de fontes?]
O vocalista da banda, 'O' é extremamente radical em certos aspectos da sociedade, defendendo a liberdade e a expressão individual, acreditando que cada um deva ter suas próprias idéias e visões sobre o mundo, independente de qual seja, desde que isso seja um conceito único e individual. Além disso é contra qualquer forma de opressão contra qualquer indivíduo, além de tudo é vegetariano e prega que antes de querermos acabar com o genocídio humano, precisamos acabar com o genocídio animal, e que acima de tudo é arrogância humana se por acima da vida de qualquer ser vivo.[carece de fontes?]

## Discografia
- Inside That Cult That Loves Terror (6-track Digipak CD) Offensive Records 2016
- Thirty Minutes Kill (7-track CD) Scream Japan 2016
- Chloroform Nation (1-track Digipak CD) Offensive Records 2015
- Chloroform Nation (iTunes single) Offensive Records 2015
- Amerikkka Macht Frei (12-song white Vinyl LP) Deadlight Entertainment / Offensive Records / Underclass 2010
- Amerikkka Macht Frei (12-song black Vinyl LP) Deadlight Entertainment / Offensive Records / Underclass 2010
- Amerikkka Macht Frei (13-track enhanced Digipak CD w/ uncensored "Shadow Song" video) Deadlight Entertainment / Offensive Records / Underclass 2010
- Amerikkka Macht Frei (12-track enhanced CD w/ uncensored "Shadow Song" video) Offensive Records / Sounds 2008
- Hollywood Noir (3-song 12" Vinyl EP) Diess Prod / Offensive Records 2008
- the White Whore era E.P. (6-track CD) Hateful Society Production 2006
- The Van Gogh Disease (6-track CD) Hateful Society Production 2006
- Rebel Slut (6-track split-CD w/ Rebel Rebel) Cafe Press 2006
- drama-Sick democra-Sin (3-track enhanced CD w/ "Darling Darling" video) Free-Will 2005
- Communism Is Fascism (15-track enhanced CD w/ "Legalize Suicide" video) Apokalypse Records / Season Of Mist 2004
- Communism Is Fascism (15-track enhanced CD w/ "Legalize UCS" video / DVD Box) Apokalypse Records / Season Of Mist 2004
- Fuck That Celebrity Trash & Your Ghetto Cunt Drama (7-track CD) Hateful Society Production 2004
- Our Legalize Suicide Sessions (3-track CD) Hateful Society Production) 2003
- Naziconographick: Terrorism Tracks For Nihilistic Numbers (7-track CD) Hateful Society Production 2002
- Sadistic Sampler (9-track CD) Hateful Society Production 2000